# Гроздовник многораздельный
Гроздо́вник многоразде́льный (лат. Botrȳchium multifīdum) — вид папоротников рода Гроздовник (Botrychium) семейства Ужовниковые (Ophioglossaceae).

## Ареал и среда обитания
Голарктический реликтовый вид. Произрастает в Скандинавии, Западной и Восточной Европе, Гималаях, Северной Америке. На территории России — в лесной зоне европейской части, Западной Сибири.
Как правило, растёт на песчаных склонах, в разреженных светлых, преимущественно сосновых лесах, мшистых суходольных и пойменных лугах, на лесных полянах и по опушкам.

## Ботаническое описание
Многолетнее растение. Папоротник высотой от 5 до 25 см, с коротким корневищем и с пучком многочисленных шнуровидных придаточных корней и двумя вайями.
Вайя разделена на вегетативную и спороносную части, иногда полностью вегетативная. Вегетативная часть вайи толстоватая, плотная, тёмно-зелёная, в очертании широкотреугольная, дважды-двоякоперисто-рассечённая, на длинном черешке и отходит в нижней части растения почти у самой поверхности почвы. Доли последнего порядка яйцевидные или яйцевидно-ромбические, тупые, с зубчато-городчатым краем. Спороносная часть на длинном черешке, перисто-рассечённая. Помимо единственной вайи текущего года, сохраняется перезимовавшая в зелёном состоянии стерильная часть вайи прошлого года.
Новые, молодые части растения — с длинными беловатыми волосками.
Размножение спорами. Спороносит в июле — августе.

## Охрана
Включён в Красные книги Украины, Белоруссии, Латвии, Литвы и Эстонии, ряда субъектов России и Украины.

## Хозяйственное значение и применение
Листья гроздовника многораздельного используют как ранозаживляющее.

## Синонимы
- Botrychium californicum Underw.
- Botrychium coulteri Underw.
- Botrychium multifidum subsp. silaifolium (C.Presl) R.T.Clausen
- Botrychium silaifolium C.Presl
- Osmunda multifida S.G.Gmel.
- Sceptridium multifidum Nishida ex Tagawa
- Sceptridium silaifolium (C.Presl) Lyon